# Iso-Suonia
Iso-Suonia är en sjö i kommunen Salo i landskapet Egentliga Finland i Finland. Arean är 30 hektar och strandlinjen är 5,59 kilometer lång. Sjön  ingår i Skärgårdshavets kustområde, Åland.   Den ligger omkring 78 kilometer öster om Åbo och omkring 72 kilometer väster om Helsingfors. 